# Réti rabló
A réti rabló (Lestes dryas) a rabló szitakötők családjába tartozó, Eurázsia és Észak-Amerika mérsékelt övi zónájában elterjedt szitakötőfaj.

## Megjelenése
A réti rabló testhossza 35–42 mm, szárnyfesztávolsága 45–47 mm, hátsó szárnyának hossza 20–25 mm. A hímek valamivel nagyobbak és karcsúbbak a nőstényeknél. A hím szemei kékek, potroha és tora felső része fémesen csillogó zöld. Torának oldala, potroha töve és legvége (9-10. szelvény) hamvaskék. Szárnyjegyei feketék. Belső potrohfüggelékei kanálszerűen kiszélesednek. Pihenés közben szárnyait félig összezárva tartja. Ha megzavarják halottnak tettetheti magát és szárnyait-lábait összezárva a sűrű növényzetbe hullhat.
A nőstények rövidebb és vaskosabb felépítésűek, tompább zöldek, toruk oldala sárgás, a potrohról hiányzik a kék szín, helyette egyenletesen fémeszöld. Szemük zöldes vagy barnás.
Nagyon hasonlít hozzá a gyakoribb lomha rabló (Lestes sponsa), a hímeket gyakorlatilag csak nagyítóval, potrohfüggelékeik alapján lehet megkülönböztetni.  

## Elterjedése
Az egész északi félteke mérsékelt övi zónájában megtalálható. Európa középső zónájában gyakori, a mediterrán régióban ritkább és inkább hegyvidéki. Észak-Afrikában jégkorszaki maradványfaj. Magyarországon országszerte előfordul, főleg az Alföldön.  

## Életmódja
Lárvája sekély, gyorsan átmelegedő, dús növényzetű tavacskákban, mocsarakban él, amelyek nyáron akár ki is száradnak. A részben sós brakkvizet is elviseli. Április-májusban alakulnak át imágókká. A repülő réti rablókkal leggyakrabban július-augusztusban lehet találkozni. Általában a sűrű növényzet közelében, vízparton tartózkodnak, ritkán szállnak ki a nyílt víz fölé. A párzás tandem formációban történik, ami megmaradt a peterakás közben is. A nőstény a vízparti növények szárába helyezi el megtermékenyített petéit, többnyire a vízvonal fölött; megfigyelték hogy kiszáradt tavacskák növényeire is petézhet. A peték áttelelnek, tavasszal kelnek ki a lárvák, amelyek akár két hónap alatt imágóvá fejlődhetnek.
Magyarországon nem védett.

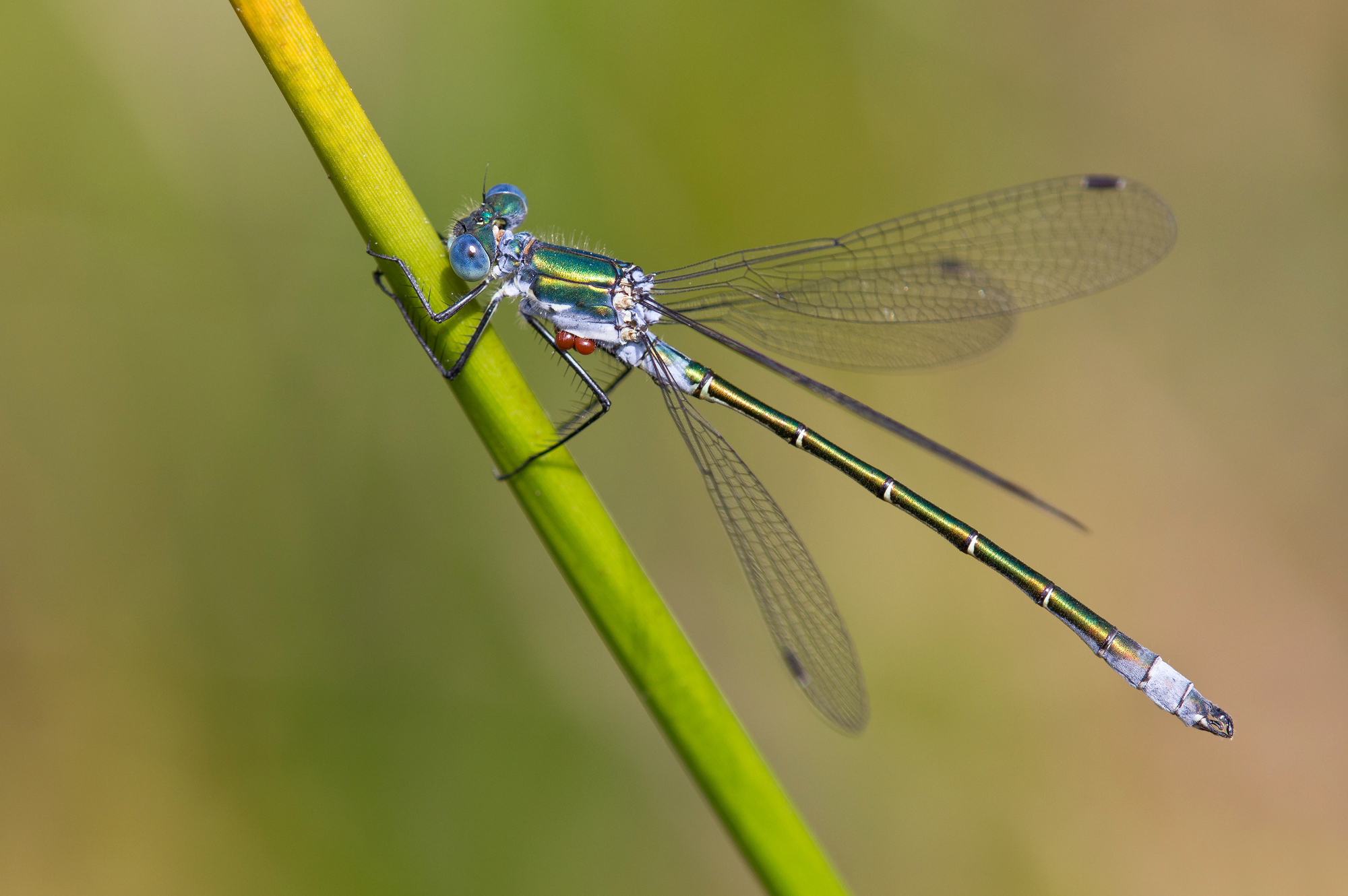
Atkákkal fertőzött hím
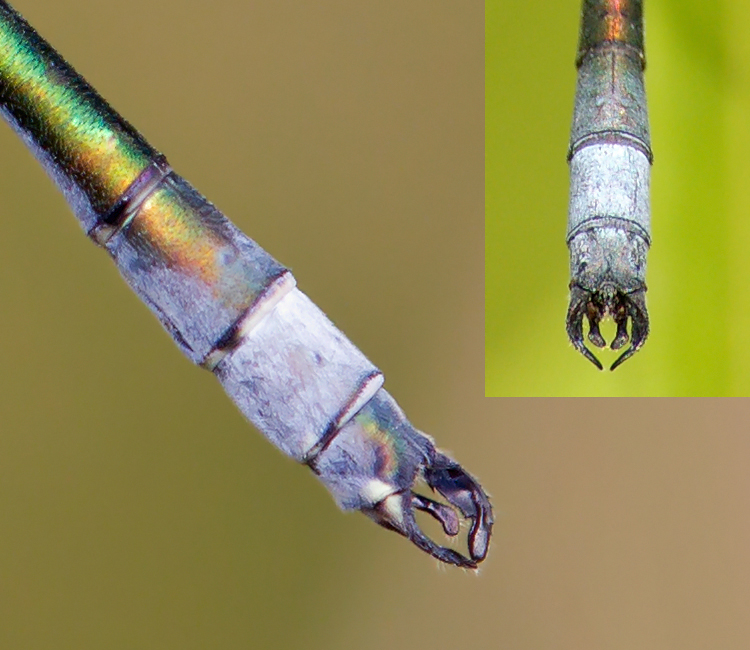
A hím potrohfüggelékei
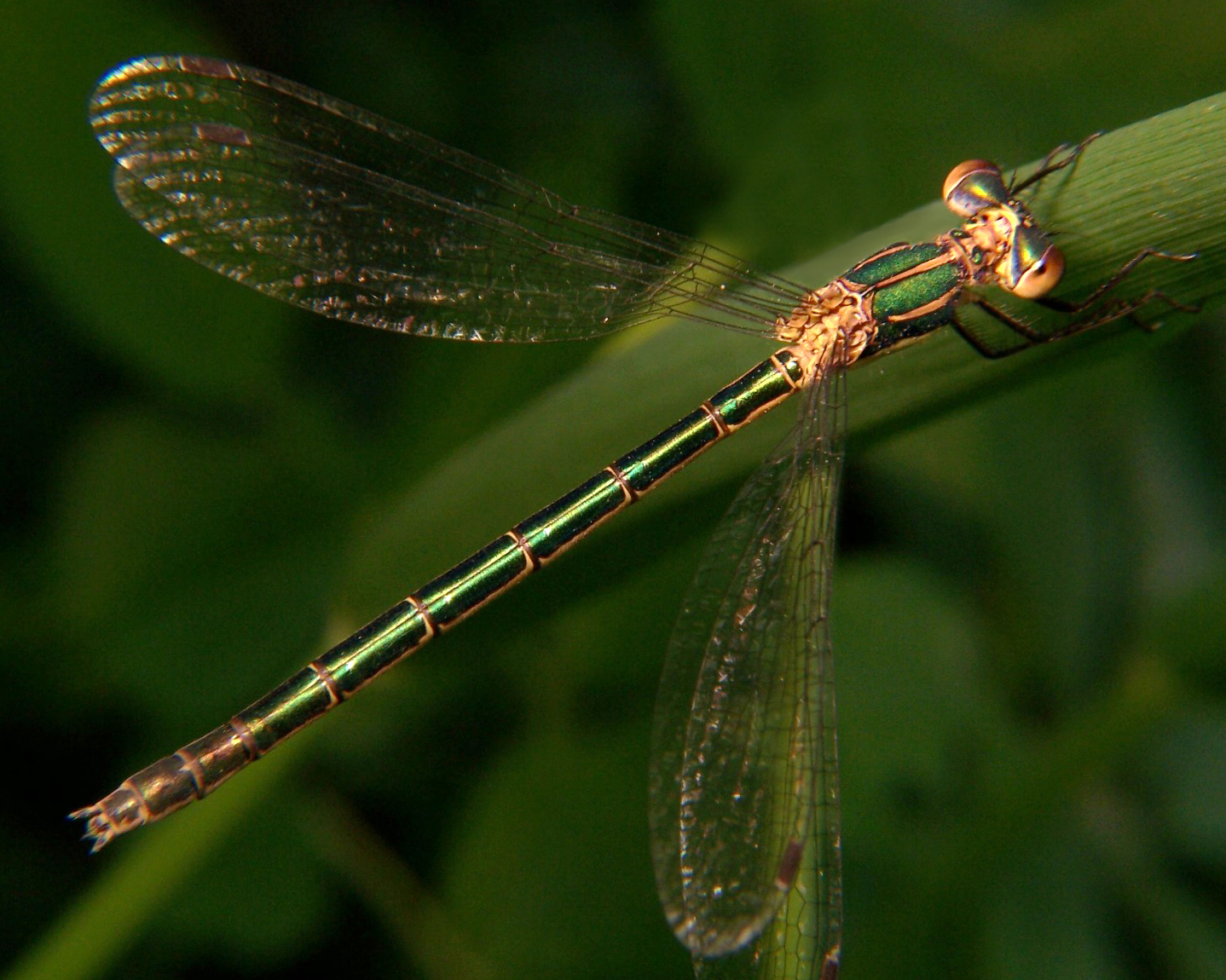
Nőstény
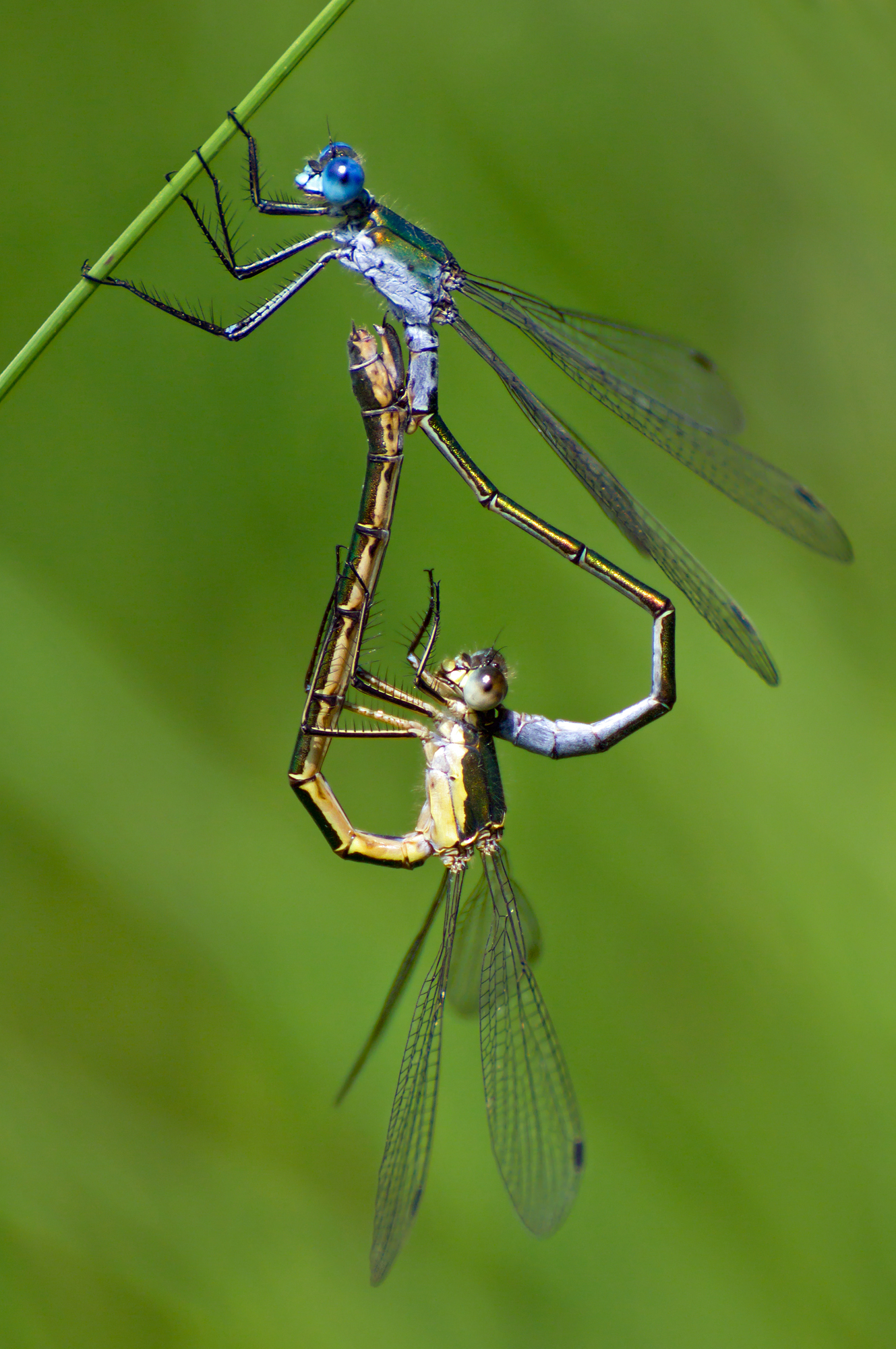
Párosodó réti rablók